# Caladenia caesarea
Caladenia caesarea é uma espécie de orquídea, família Orchidaceae, endêmica do sudoeste da Austrália, onde cresce isolada em grupos pequenos, ou grandes colônias, em bosques, áreas reflorestadas, ou de vegetação arbustiva e afloramentos de granito, em áreas de solo bem drenado mas ocasionalmente nas areias ao redor de lagos salgados e planícies sazonalmente alagadiças, com flores de sépalas e pétalas externamente pubescentes, muito estreitas, caudadas, longas e filamentosas, bem esparramadas, que vagamente lembram uma teia de aranha. No labelo têm calos prostrados em forma de bigorna. São plantas com uma única folha basal pubescente e uma inflorescência rija, fina e pubescente, com uma ou poucas flores, mas que em conjunto formam grupo vistoso e florífero.

## Publicação e sinônimos
- Caladenia caesarea (Domin) M.A.Clem. & Hopper, Austral. Orchid Res. 1: 21 (1989).

Sinônimos homotípicos:
- Caladenia filamentosa var. caesarea Domin, J. Linn. Soc., Bot. 41: 251 (1912).
- Calonema caesareum (Domin) Szlach., Polish Bot. J. 46: 16 (2001).
- Calonemorchis caesarea (Domin) Szlach., Polish Bot. J. 46: 138 (2001).
- Jonesiopsis caesarea (Domin) D.L.Jones & M.A.Clem., Orchadian 14: 180 (2003).

Subespécies:
- Caladenia caesarea subsp. caesarea.
- Caladenia caesarea subsp. maritima Hopper & A.P.Br., Nuytsia 14: 201 (2001).

Sinônimos homotípicos:
- Calonema caesareum subsp. maritimum (Hopper & A.P.Br.) D.L.Jones & M.A.Clem., Orchadian 13: 454 (2002).
- Calonemorchis caesarea subsp. maritima (Hopper & A.P.Br.) D.L.Jones & M.A.Clem., Orchadian 14: 34 (2002).
- Jonesiopsis caesarea subsp. maritima (Hopper & A.P.Br.) D.L.Jones & M.A.Clem., Orchadian 14: 180 (2003).

- Caladenia caesarea subsp. transiens Hopper & A.P.Br., Nuytsia 14: 203 (2001).

Sinônimos homotípicos:
- Calonema caesareum subsp. transiens (Hopper & A.P.Br.) D.L.Jones & M.A.Clem., Orchadian 13: 454 (2002).
- Calonemorchis caesarea subsp. transiens (Hopper & A.P.Br.) D.L.Jones & M.A.Clem., Orchadian 14: 34 (2002).
- Jonesiopsis caesarea subsp. transiens (Hopper & A.P.Br.) D.L.Jones & M.A.Clem., Orchadian 14: 181 (2003).